# Selección femenina de waterpolo de los Estados Unidos
La selección femenina de waterpolo de los Estados Unidos (del inglés: United States women's national water polo team) es el equipo nacional que representa a los Estados Unidos de América en las competiciones internacionales de polo acuático para mujeres. Su organización está a cargo de la Federación de Waterpolo de los Estados Unidos (USA Water Polo), que está afiliada a la Federación de Deportes Acuáticos de los Estados Unidos (US Aquatic Sports), al Comité Olímpico Estadounidense (USOC), a la Unión Americana de Natación y a la Federación Internacional de Natación.
El 27 de marzo de 2009, la organización USA Water Polo designó a Adam Krikorian como entrenador principal de la selección femenina de waterpolo de los Estados Unidos. Krikorian se había desempeñado como entrenador principal de los equipos de waterpolo masculino y femenino de la Universidad de California.
Es una de las principales selecciones del mundo desde finales de la década de los noventa, con medallas de oro en los Juegos Olímpicos Londres 2012, en cuatro Campeonatos del Mundo de la FINA y en cuatro ediciones de los Juegos Panamericanos, además de nueve títulos de la Liga Mundial de Waterpolo y tres Copas Mundiales de la FINA.
Esta selección ocupa el primer lugar en el ranking mundial de waterpolo de la Federación Internacional de Natación, que incluye los principales eventos mundiales y continentales desde los Juegos Olímpicos de 2012 hasta la Liga Mundial de 2015.

## Resultados de la selección absoluta

### Juegos Olímpicos
La selección absoluta ha sido medallista en todos los torneos olímpicos que se han realizado:
- Sídney 2000 —  Medalla de plata
- Atenas 2004 —  Medalla de bronce
- Pekín 2008 —  Medalla de plata
- Londres 2012 —  Medalla de oro
- Río de Janeiro 2016 —  Medalla de oro
- Tokio 2020 —  Medalla de oro
- <*FR*,Flag_France> Paris 2024 - 4to lugar

### Campeonatos del Mundo FINA
La selección absoluta ha participado en los doce torneos de waterpolo de los Campeonatos del Mundo de la FINA:
| - Madrid 1986 — Medalla de bronce - Perth 1991 — Medalla de bronce - Roma 1994 — 4.º lugar - Perth 1998 — 8.º lugar - Fukuoka 2001 — 4.º lugar - Barcelona 2003 — Medalla de oro - Montreal 2005 — Medalla de plata | - Melbourne 2007 — Medalla de oro - Roma 2009 — Medalla de oro - Shanghái 2011 — 6.º lugar - Barcelona 2013 — 5.º lugar - Kazán 2015 — Medalla de oro - Budapest 2017 — Medalla de oro - Gwangju 2019 — Medalla de oro |

### Liga Mundial de Waterpolo FINA
La selección absoluta ha participado en las doce ediciones de la Liga Mundial Femenina de Waterpolo de la FINA:
| - 2004 — Campeón (en Long Beach) - 2005 — 5.º lugar (en Kírishi) - 2006 — Campeón (en Cosenza) - 2007 — Campeón (en Montreal) - 2008 — 2.º lugar (en Santa Cruz de Tenerife) - 2009 — Campeón (en Kírishi]) | - 2010 — Campeón (en La Jolla) - 2011 — Campeón (en Tianjin) - 2012 — Campeón (en Changshu) - 2013 — 3.er lugar (en Pekín) - 2014 — Campeón (en Kunshan) - 2015 — Campeón (en Shanghái) |

### Copa Mundial de Waterpolo FINA
La selección absoluta ha participado en las dieciséis ediciones de la Copa Mundial de Waterpolo de la FINA:
| - Merced 1979 — Campeón - Breda 1980 — 2.º lugar - Brisbane 1981 — 4.º lugar - Sainte-Foy, Quebec 1983 — 2.º lugar - Irvine 1984 — 2.º lugar - Christchurch 1988 — 4.º lugar - Eindhoven 1989 — 2.º lugar - Long Beach 1991 — 3.er lugar | - Catania 1993 — 5.º lugar - Sídney 1995 — 6.º lugar - Nancy 1997 — 7.º lugar - Winnipeg 1999 — 6.º lugar - Perth 2002 — 2.º lugar - Tianjin 2006 — 4.º lugar - Christchurch 2010 — Campeón - Janty-Mansisk 2014 — Campeón - Surgut 2018 — Campeón |

### Juegos Panamericanos
La selección absoluta ha participado en los cinco torneos de waterpolo de los Juegos Panamericanos:
- Winnipeg 1999 —  Medalla de plata
- Santo Domingo 2003 —  Medalla de oro
- Río de Janeiro 2007 —  Medalla de oro
- Guadalajara 2011 —  Medalla de oro
- Toronto 2015 —  Medalla de oro
- Lima 2019 —  Medalla de oro